# EBÜ (artista musical)
Juan Castelli, más conocido como EBÜ o EBÜ con b, es un músico multinstrumentista y productor argentino cuyo estilo musical se caracteriza por tener componentes visuales muy fuertes y únicos, como utilizar fingerstyle (tocar la guitarra con percusión en la madera) o loop en sus canciones. Combina estilos de bedroom pop, funk, Lo-Fi, bossa nova y hasta trap, en música enérgica con un estilo positivo y feliz en su imagen.
EBÜ es el primer y único artista de Argentina en combinar loop, fingerstyle (tocar la guitarra con percusión en la madera) y banda completa en vivo.

## Historia

### Comienzos de EBÜ
EBÜ tiene sus cimientos en la música con 3 álbumes de estudio que lanzó bajo el nombre de Juan Castelli, proyecto musical que cerró con su último álbum “Contracorriente” y con el galardón de varios premios, como el Premio Mercedes Sosa 2021 a mejor artista de cuartentena. Los aspectos más llamativos de este proyecto se combinaron con una nueva y fresca imagen, para dar paso a EBÜ.

## Discografía Como Juan Castelli

### Álbumes
- Happiness? (2018)
- Metanoia (2020)
- Contracorriente (2022)

### EPs y Sencillos
- "La Cancion de Las Palabras Pt1" (2020)
- "La Cancion de Las Palabras Pt2" (2022)

## Discografía Como EBÜ

### EPs y Sencillos
- "Distraído" (2023)
- "Bailar de a Dos ft. Vipisita" (2023)